# 藤原行道
藤原 行道（ふじわら の ゆきみち）は、平安時代初期の貴族。藤原北家、参議・藤原楓麻呂の孫。従五位上・藤原城主の長男。官位は正五位下・美作守。

## 経歴
弘仁8年（817年）正七位上から五階の昇叙により従五位下に叙爵。のち、嵯峨朝では民部少輔・美作介・近江介を歴任し、淳和朝の天長7年（830年）兵部少輔に任ぜられる。
仁明朝に入り、承和2年（835年）18年ぶりに昇叙され従五位上となる。のち、丹後守・刑部大輔を経て、仁明朝末の嘉祥2年（849年）今度は14年ぶりに昇進して正五位下に叙せられた。仁寿3年（853年）美作守に任ぜられるが、在任中の斉衡元年12月19日（855年1月11日）卒去。享年66。最終官位は美作守正五位下。

## 人物
数多の内外の官職を歴任したが、その仕事ぶりに対して善し悪しの評判はなく、まさに中庸というべき佇まいであった。

## 官歴
『六国史』による。
- 時期不詳：正七位上
- 弘仁8年（817年） 正月7日：従五位下
- 時期不詳：民部少輔。美作介
- 弘仁13年（822年） 日付不詳：近江介
- 天長7年（830年） 日付不詳：兵部少輔
- 承和2年（835年） 正月7日：従五位上
- 承和4年（837年） 日付不詳：丹後守
- 承和12年（845年） 2月27日：刑部大輔
- 嘉祥2年（849年） 正月7日：正五位下
- 嘉祥4年（851年） 4月1日：出居侍従
- 仁寿3年（853年） 7月21日：美作守
- 斉衡元年（854年） 12月19日：卒去（美作守正五位下）

## 系譜
『尊卑分脈』による。
- 父：藤原城主
- 母：不詳
- 生母不詳の子女
  - 男子：藤原三直
  - 男子：藤原近野